# アーサー・アダムズ
アーサー・ヒマン・アダムズ（Arthur Hyman Adams、1847年10月24日 - 1879年11月23日）は、アメリカン・ボードの宣教医である。
オハイオ州サンダスキー郡に生まれる。1867年イエール大学を卒業し、1872年に同大学神学部を卒業、1874年に同大学医学部を卒業、1874年に新島襄と同じ船で来日する。高木玄真、沢山保羅と協力して波花施療院を設立し、それが、浪花教会になる。
1878年に病のためにアメリカに帰国している妻サラ (Sara Catherine) を迎えにアメリカに行く。日本に帰任する途中に船上で腸チフスで死去する。神戸に葬られる。